# Kristin Venn
Kristin Venn (* 5. März 1994 in Trondheim, Norwegen) ist eine norwegische Handballspielerin, die für den norwegischen Erstligisten Storhamar Håndball aufläuft.

## Karriere

### Im Verein
Venn begann das Handballspielen bei Skaun HK. Später schloss sich die Außenspielerin Utleira IL an, mit deren Damenmannschaft sie in der zweithöchsten norwegischen Spielklasse auflief. Im Sommer 2013 wechselte sie zum norwegischen Erstligisten Byåsen IL. Bis auf die Saison 2015/16 nahm sie mit Byåsen in jeder Spielzeit am Europapokal teil. Venn schloss sich im Sommer 2018 dem Ligakonkurrenten Storhamar Håndball an. Im Januar 2021 gab sie ihre Schwangerschaft bekannt. Mit Storhamar Håndball gewann sie 2024 die EHF European League und den norwegischen Pokalwettbewerb sowie 2025 die norwegische Meisterschaft.

### In der Nationalmannschaft
Venn bestritt 39 Länderspiele für die norwegische Jugendauswahl, in denen sie 121 Tore warf. Mit dieser Mannschaft gewann sie die Bronzemedaille bei der U-17-Europameisterschaft 2011. Venn erzielte im Turnierverlauf 31 Treffer und wurde in das All-Star-Team berufen. Bei der im folgenden Jahr ausgetragenen U-18-Weltmeisterschaft errang sie ebenfalls die Bronzemedaille. Für die norwegische Juniorinnenauswahl erzielte sie 95 Treffer in 28 Partien. Beim ersten Turnier in dieser Altersklasse belegte sie den vierten Platz bei der U-19-Europameisterschaft 2013. Auch bei der U-20-Weltmeisterschaft 2014 verpasste sie mit Norwegen die Medaillenränge.
Venn wurde ab März 2016 insgesamt dreimal in der norwegischen B-Nationalmannschaft eingesetzt, für die sie fünf Treffer erzielte. Am 15. Juni 2017 gab sie ihr Debüt für die norwegische A-Nationalmannschaft. Bislang bestritt sie zwei A-Länderspiele, in denen sie fünf Tore warf.